# Albert Gutterson
Albert Lovejoy Gutterson (né le 23 août 1887 à Andover au Vermont et mort le 7 avril 1965 à Burlington) est un athlète américain spécialiste du saut en longueur.

## Carrière
Étudiant à l'Université du Vermont, Albert Gutterson remporte en 1912 le meeting des Penn Relays avec la marque de 7,63 m. Sélectionné pour les Jeux olympiques de Stockholm, Gutterson remporte la médaille d'or du concours du saut en longueur avec 7,60 m, signant un nouveau record olympique et se rapprochant à un centimètre du record du monde de l'Irlandais Pete O'Connor. Il devance son suivant, le Canadien Calvin Bricker, de près de quarante centimètres.

## Palmarès
| Année | Compétition     | Lieu      | Résultat | Marque |
| ----- | --------------- | --------- | -------- | ------ |
| 1912  | Jeux olympiques | Stockholm | 1er      | 7,60 m |